# Type 99
Tip 99 je glavni bojni tank Kopenskih sil Ljudske osvobodilne vojske.